# فلوئورید زیرکونیم (IV)
فلوئورید زیرکونیم(IV) (به انگلیسی: Zirconium(IV) fluoride) با فرمول شیمیایی ZrF۴ یک ترکیب شیمیایی است. که جرم مولی آن ۱۶۷٫۲۱ g/mol می‌باشد. شکل ظاهری این ترکیب، بلورهای سفید است.